# 石原小百合
石原 小百合（いしはら さゆり 1958年? - ）は日本のAV女優
中年の女性を演じる機会が多い。代表作に「大工の叔母さんに中出し!」が挙げられる。

## 作品

### アダルトビデオ
- 「艶熟五十路越えの変態女盛り」
- 「月刊熟女秘宝館 熟れた秘肉に溢れるマン汁」
- 「五十路の性 20～歴代のつわもの集結SPECIAL～」
- 「新・友達の母親DX」
- 「熟女中出し集 禁断の白い欲望 精液欲しがる･･･」
- 「近親相姦総集編 Vol.5」
- 「オナニー大全集　vol.2」
- 「潮吹き大全集」
- 「新・友達の母親　石原小百合」
- 「新・母子相姦遊戯 母と子 #04 」
- 「息子愛　石原小百合50歳」
- 「大工の叔母さんに中出し!」
- 「艶熟五十路越えの変態女盛り」
- 「月刊熟女秘宝館 熟れた秘肉に溢れるマン汁」
- 「五十路の性 20～歴代のつわもの集結SPECIAL～」